# Вернер Гаазе
Вернер Гаазе (нім. Werner Haase; 2 серпня 1900, Кетен — 30 листопада 1950, Бутирська в'язниця, Москва) — оберштурмбаннфюрер СС (21 червня 1943), один з особистих лікарів Адольфа Гітлера.

## Біографія
Після закінчення середньої школи, в 1918 році він брав участь у Першій світовій війні в якості піхотинця. З 1919 по 1924 рік вивчав медицину в Єнському університеті. У 1924 р отримав докторський ступінь у галузі хірургії. У наступні роки, він практикувався як корабельний лікар.
Вступив у НСДАП (квиток № 3 081 672) і СА в 1933 році, в квітні 1934 року — в СС (посвідчення № 254 097). З 1934 року був асистентом в Університетській хірургічної клініки Берліна при клінічному комплексі «Шаріте». У 1935-1945 роках був другим супроводжуючим лікарем Гітлера (першим був Карл Брандт). Гітлер був про нього високої думки.
У 1940 році став професором медицини. З 1943 року головний лікар хірургічної клініки Шаріте в Берліні. 
21 квітня 1945 року прибув до Берліна і став особистим лікарем Гітлера замість Теодора Морелля. Також лікував поранених німецьких солдатів і мирних жителів в бомбосховищі рейхсканцелярії. 29 квітня був викликаний Гітлером, щоб допомогти Людвігу Штумпфеггеру отруїти собаку Гітлера Блонді. Залишався в бункері до самогубства Гітлера. Потім він повернувся до лікування поранених і 2 травня був узятий в полон радянськими військами, які зайняли практично спорожнілий бункер.
6 травня Гаазе упізнав тіла Геббельса і його сім'ї.
У червні 1945 року був звинувачений в тому, що він був наближеним Гітлера, а також членом нацистської партії і СС.
30 листопада 1950 року Гаазе помер від туберкульозу в лікарні Бутирської в'язниці. 

## Нагороди
- Почесний хрест ветерана війни з мечами
- Медаль «За зимову кампанію на Сході 1941/42»
- Хрест Воєнних заслуг 2-го і 1-го класу з мечами